# IA (pel·lícula)
iA és una pel·lícula de ciència-ficció de 2023 escrita i dirigida per Marc Recuenco. Gravada originalment en francès, s'ha doblat i subtitulat al català.

## Sinopsi
La Ia és una informàtica que escriu protocols logarítmics d'intel·ligència artificial. Un dia, decideix eliminar tots els records d’una relació amorosa que mantenia amb el Leo, un guionista de la seva edat. iPharma ofereix aquest tipus de supressions de manera ràpida i natural.

## Repartiment
- Logann Antuofermo
- Héloïse Janjaud